# 전다혜
전다혜(全多慧, 1983년 11월 23일~)는 대한민국의 여자 쇼트트랙 선수이다.
대구여자고등학교 재학 중 대한민국 국가대표로 뽑혔다. 2002년 동계 올림픽 출전 선수로 선발이 유력시되었으나 2001년 후반 부상으로 대표팀 선발에서 탈락하였다. 2002년 한국체육대학교에 진학했으며, 2006년 이탈리아 토리노 동계 올림픽에 출전하여, 계주 팀의 일원으로 금메달을 획득했다. 그 후 대전광역시, 강릉시를 거쳐, 전북도청 소속으로 활동했다.

## 출신 학교
- 대산초등학교
- 대구여자중학교
- 대구여자고등학교
- 한국체육대학교